# Gave
Gave – wieś w Portugalii, w dystrykcie Viana de Castelo, w gminie Meglaço. Wieś w roku 2011 liczyła 237 mieszkańców.

## Populacja

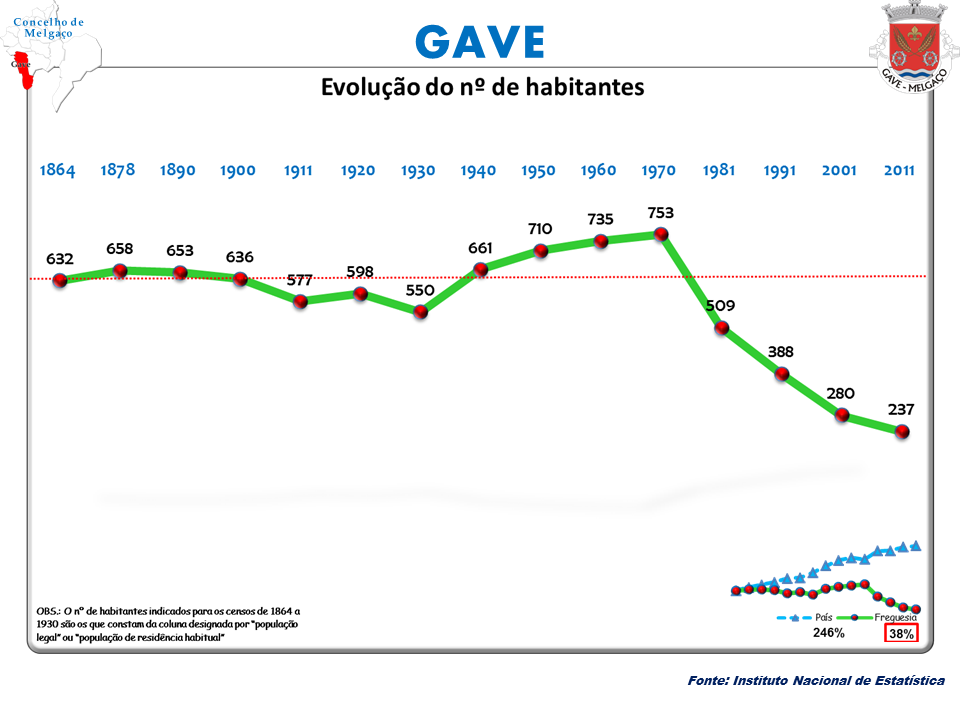
Populacja miejscowości na przestrzeni lat
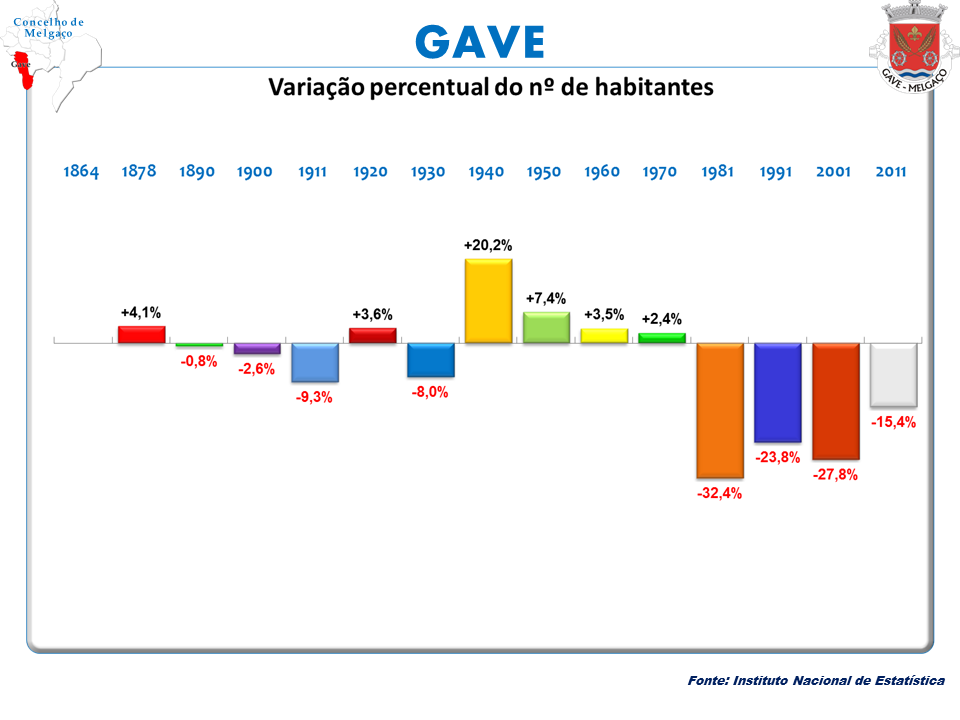
Przyrost naturalny
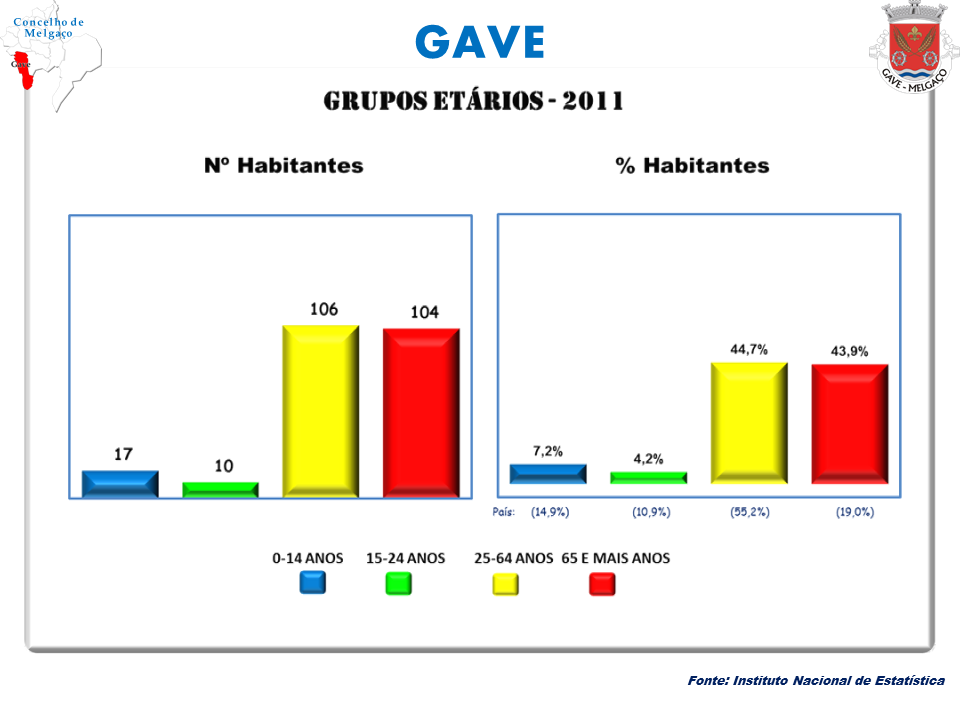
populacja w liczbach i procentach - rok 2001 - dane archiwalne

Populacja wsi znacząco spada od roku 1981.